# Нуриэли, Хаим
Хаим Нуриэ́ли (ивр. חיים נוריאלי‎; 1 мая 1943 — 13 сентября 2022) — израильский футболист, играл на позиции полузащитника. Бронзовый призёр Кубка Азии 1968 года.

## Биография

### Игровая карьера
В течение 9 сезонов играл за «Хапоэль» из Тель-Авива, в составе которого выиграл два чемпионских титула в 1965 и 1969 годах. Он был одним из ключевых игроков этой команды, за которую сыграл в чемпионате Израиля 194 матча и забил 38 голов.
В 1969 году отправился в Нидерланды, где присоединился к амстердамскому «Аяксу», но в чемпионате не сыграл. Завершил карьеру в клубе «Шимшон».

### Карьера в сборной
В составе сборной Израиля Нуриэли принимал участие на Кубке Азии 1968 года и завоевал бронзовые медали. Всего за сборную Израиля сыграл 3 матча и не забил ни одного мяча.

### Смерть
Скончался 13 сентября 2022 года в возрасте 79 лет.

## Достижения
«Хапоэль» (Тель-Авив)
- Чемпион Израиля (2): 1965/66, 1968/69
- Обладатель Суперкубка Израиля (1): 1966
- Победитель Азиатского клубного чемпионата (1): 1967